# Галеева, Наталья Львовна
Наталья Львовна Галеева (род. 19 июня 1946, Москва) — советский и российский биолог, кандидат биологических наук, доцент, педагог, специалист в области образовательного менеджмента. Автор методических и учебных пособий.
Почетный работник среднего общего образования, член-корреспондент Международной академии наук педагогического образования, член экспертного совета «Сельские школы России».
Профессор кафедры управления образовательными системами им. Т. И. Шамовой Института социально-гуманитарного образования МПГУ.
Учитель Года Москвы — 2003.

## Биография
Наталья Львовна родилась 19 июня 1946 года в Москве.
В 1968 году окончила биолого-почвенный факультет МГУ по специальности «физиология» (специализация «генетика и селекция»).
В 1973 году защитила кандидатскую диссертацию по молекулярной генетике на тему «Лизогения в системе умеренный актинофаг-актиномицет».
В 1980-х гг. работала учителем биологии в московских школах № 511 и 871.
С 1994 по 2004 гг. работала в московской школе № 196 в должности заместителя директора школы по научно-методической работе и преподавателя биологии.
С 1999 года работала на кафедре управления образовательными системами им. Т. И. Шамовой МПГУ, с 2010 года работает на кафедре в должности профессора.
В 2015 году прошла профессиональную переподготовку в МПГУ по специальности «Менеджер образования».
Ученица Т. И. Шамовой.
Хобби: поэзия и театр.

## Профессиональная деятельность
- С 1998 года в российских школах используется разработанная Галеевой система внутришкольного оценивания качества образования — «мониторинг для учителя»[1].
- В 2001 году разработаны и апробированы курсы «Экология и мир человека», «Педагогика для старшеклассников», «Сам себе учитель»[5].
- Разработала и ввела в практику в российских школах образовательную технологию «Индивидуальный стиль учебно-познавательной деятельности». Свидетельство о государственной регистрации получено в 2014 году[7][8][9].

- С 2017 года педагогами инклюзивных школ применяется разработанное Галеевой пособие «Я — друг, семьянин, ученик и гражданин»[10].
- Выпустила серию методических пособий «100 приемов для учебного успеха ученика»[11][12].

## Научная деятельность
Главная тема исследований — дидактический потенциал управления в образовательных системах. Опубликовано более 270 статей и пособий.
Статьи в рецензируемых изданиях (ВАК):
1.	Галеева Н. Л., Осипова О. П. Педагогическая мастерская как ресурс развития профессиональной педагогической рефлексии в процессе непрерывного образования // Наука и школа. 2025. № 1. Часть 1. С. 113—125. DOI: 10.31862/1819-463X-2025-1-1-113-125
2.	Галеева Н. Л. Психолого-педагогические классы как ресурс становления личностных образовательных результатов в процессе профессионального самоопределения школьников // Инновационные проекты и программы в образовании. 2024. No 4 (94). С. 60-65.
3.	Галеева Н. Л., Кудрявцева Д. А., Осипова О. П., Савенкова Е. В., Шклярова О. А. Условия формирования и развития культуры управления рисками педагогических работников // Вестник педагогических инноваций. — 2024. — № 1 (73). — С. 5-18.
4.	Галеева Н. Л., Осипова О. П., Савенкова Е. В., Шклярова О. А. Ресурсы образовательной организации как лидера развития и реализации социального партнерства // Проблемы современного образования. 2023. No 5. С. 176—189. DOI: 10.31862/2218-8711-2023-5-176-189.
5.	Галеева Н. Л., Несмелова М. Л., Осипова О. П. Система оценивания качества образовательного процесса как инструмент самоаудита управленческой деятельности руководителей школ // Отечественная и зарубежная педагогика. — 2023. — Т. 1, № 4(94). — С. 7-19
6.	Галеева Н. Л., Осипова О. П., Савенкова Е. В., Чвякин В. А., Шклярова О. А. Модель лидерских компетенций, отражающая функционально-ролевое содержание деятельности руководителя образовательной организации // Современная высшая школа: инновационный аспект. — 2023. — Т.15. — № 2. С. 83-93
7.	Галеева Н. Л., Осипова О. П., Внутренняя система оценивания качества образования как объект исследования на кафедре управления образовательными системами им. Т. И. Шамовой (МПГУ) // Наука и школа. 2022. № 6. С. 79-88. DOI: 10.31862/1819-463X-2022- 6-79-88.
8.	Галеева Н. Л., Процесс оценивания в школьном образовании: проблемы и решения // Педагогическое образование и наука, 2020. — № 1. — С.69-74 /
9.	Галеева Н. Л. Сбор и обобщение информации о качестве условий осуществления образовательной деятельности организациями высшего образования: нормативные основания и методология / Воровщиков С. Г., Галеева Н. Л., Даниленко И. А., Ершов А. Н., Козилова Л. В. и др.//Управление качеством образования: теория и практика, 2020. — № 2 (38) — С. 47-60
10.	Галеева Н. Л., Дидактика управления и управление в дидактических системах // Педагогическое образование и наука, 2019. — № 1. — С.100-109.
11.	Галеева Н. Л., Школьный урок в контексте проектного управления // Педагогическое образование и наука, 2018. — № 1. — С.35-39
12.	Галеева Н. Л. Управленческая компетентность учителя как ресурс становления субъектности обучающихся в процессе учения, 2017 //Педагогическое образование и наука, 2017. — № 1. — С.15-19
13.	Галеева Н. Л., Пять правил реализации социально ориентированной модели управления школой// Народное образование, 2016. — №. 7 −8. — С. 89-93
14.	Галеева Н. Л., Система ДПО как ресурс исследования образовательных систем: праксиологический подход // Педагогическое образование и наука, 2015- № 5. — С. 72-78
Основные учебные и методические пособия:
1.	Галеева Н. Л., Психодидактическая тенденция в развитии современной дидактики: задачи и ресурсы реализации. Трансформация системы «учитель-ученик» в образовательном процессе школы: методическое пособие / под ред. Н. Л. Галеевой, О. Г. Селивановой. — Москва, КУОС им. Т. И. Шамовой, МПГУ, Киров: ВВРНОЦ, 2023. — С. 3-18
2.	Галеева Н. Л., Шклярова О. А., Осипова О. П., Парахина Е. А., Савенкова Е. В. Командный менеджмент как ресурс управления в образовательных системах: учебное пособие / Под ред. Шкляровой О. А. — Москва: МПГУ, 2021. — 384 с.
3.	Галеева Н. Л., Рабочая тетрадь для выполнения проекта «САМ СЕБЕ УЧИТЕЛЬ» по развитию собственных внутренних ресурсов учебного успеха. — М.: ООО «Традиция», 2020. — 136 с.
4.	Сборники метапредметных заданий для начальной школы 2, 3, 4 классы (6 сборников) Учебное издание, Серия "Тренажер функциональной грамотности. — Изд. Просвещение, 2019.
5.	Галеева Н. Л., Правовое поле современного педагога (самоучитель по основным государственным документам для педагогических работников)- М.: «5 за знания», 2019. −180 с.
6.	Галеева Н. Л., «Я — друг, семьянин, ученик и гражданин» /Рабочие материалы для обучающихся в инклюзивной школе. — М.:5 за знания, 2018. — 68 с.
7.	Галеева Н. Л. с соавт. Сто способов формирования учебного успеха ученика на уроках в начальной школе: методическое пособие для учителя по реализации требований ФГОС к образовательным результатам. — М.: «5 за знания», 2016. — 128 с.
8.	Галеева Н. Л. Сто способов формирования учебного успеха ученика на уроках биологии: методическое пособие для учителя по реализации требований ФГОС к образовательным результатам. — М.: «5 за знания», 2016. —144 с.
9.	Галеева Н. Л. Образовательная технология ИСУД: реализуем требования ФГОС к образовательным результатам и условиям, обеспечивающим учебный успех ученика. — М.: «Книга по Требованию», 2013. — 220с.
10.	Галеева Н. Л. Сам себе учитель: практические занятия по формированию метапредметных и личностных образовательных результатов обучающихся. Реализуем требования ФГОС / Н. Л. Галеева — «Книга по требованию», 2013. — 132с.

## Награды
- Медаль «В память 850-летия Москвы» (1997).

- Грамота Московского комитета образования за успешное обучение и воспитание детей с трудностями социальной адаптации и многолетний добросовестный труд (2002).

- Нагрудный знак «Почетный работник среднего общего образования» за заслуги в области образования (Приказ Минобразования России № 11-09 от 27.01.2004 г.).

- Лауреат Гранта Москвы, победитель городского этапа конкурса «Учитель года Москвы — 2003» (2003).

- Нагрудный знак «Лауреат премии Института развития образования» за выдающиеся заслуги и большой личный вклад в развитие Российского образования (Постановление совета ИРО № 29/н от 02 .11.2004.).

- Благодарность Главы Российского Императорского Дома за примерное профессиональное служение Отечеству и высокополезные труды на поприще сохранения и развития традиций Российского образования (2013).

- Нагрудный знак Министерства Просвещения РФ «За верность профессии» (2022)[1][5][13].